# Nhà hát lớn Warszawa
Nhà hát lớn ở Warszawa  (tiếng Ba Lan: Teatr Wielki w Warszawie) hoặc Nhà hát lớn Opera Quốc gia  (tiếng Ba Lan: Teatr Wielki—Opera Narodowa) là một tổ hợp nhà hát, công ty opera và là trụ sở của Đoàn Ba lê Quốc gia Ba Lan, nằm trên Quảng trường Nhà hát lịch sử ở Vác-sa-va, Ba Lan. Nhà hát lớn Vác-sa-va là một trong những nhà hát lớn nhất ở châu Âu và trên thế giới, với sức chứa hơn 2000 khách.
Nhà hát được khánh thành vào ngày 24 tháng 2 năm 1833 với buổi biểu diễn tác phẩm của nhà soạn nhạc người Ý Rossini - Người thợ cạo thành Seville. Sau khi bị phá hủy gần như hoàn toàn trong các cuộc đánh bom từ Thế chiến II, tòa nhà đã được xây dựng lại và mở cửa trở lại vào ngày 19 tháng 11 năm 1965, sau khi bị đóng cửa trong hơn hai mươi năm.

## Lịch sử

### Từ 1833
Nhà hát này được xây dựng trên Quảng trường Nhà hát từ năm 1825 đến 1833, thay thế tòa nhà cũ của Marywil, từ các thiết kế kiến trúc tân cổ điển Ba Lan của kiến trúc sư người Ý Antonio Corazzi  từ Livorno, để làm nơi biểu diễn mới cho các đoàn hát opera, ba lê và kịch ở Vác-sa-va. Tòa nhà đã được tu sửa nhiều lần và, trong thời kỳ từ 1795 đến 1918, nó đảm nhiệm vai trò văn hóa và chính trị quan trọng trong việc sản xuất nhiều tác phẩm của các nhà soạn nhạc và biên đạo múa Ba Lan.

### Sự phát triển của opera Ba Lan

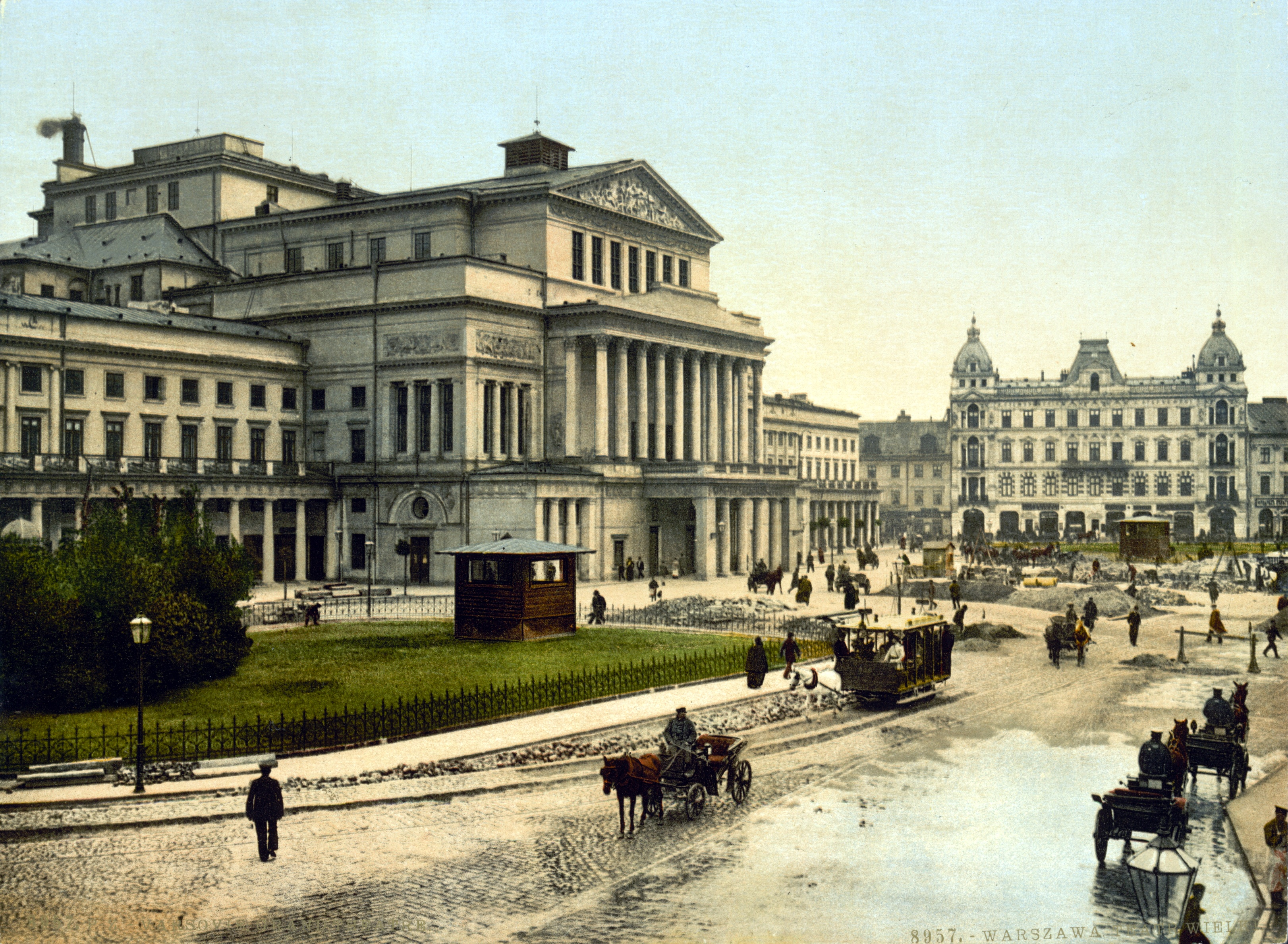
Quảng trường Nhà hát ở Vác-sa-va giữa năm 1890 và 1905

Chính tại nhà hát mới, hai vở opera nổi tiếng nhất của Stanisław Moniuszko đã được công chiếu: phiên bản hoàn chỉnh của vở Halka (1858) và The Haunted Manor (1865). Sau Frédéric Chopin, Moniuszko là nhân vật vĩ đại nhất trong âm nhạc Ba Lan thế kỷ 19, ngoài việc sản xuất các tác phẩm của riêng mình, ông còn là giám đốc của Opera Vác-sa-va từ năm 1858 cho đến khi qua đời vào năm 1872.
Trong khi giám đốc của Nhà hát Lớn, Moniuszko sáng tác được các tác phẩm như The Countess, Verbum Nobile, The Haunted Manor và Paria, và nhiều bài hát tạo nên 12 cuốn Sách âm nhạc Ba Lan.

Bên trong Nhà hát

Trong trận chiến Vác-sa-va năm 1939, Nhà hát Lớn đã bị ném bom và phá hủy gần như hoàn toàn, chỉ còn mặt tiền cổ điển còn sót lại. Trong cuộc nổi dậy ở Vác-sa-va năm 1944, người Đức đã bắn chết dân thường trong đống đổ nát. Các tấm bảng ở bên phải của lối vào chính tưởng nhớ sự đau khổ và chủ nghĩa anh hùng của những nạn nhân của chủ nghĩa phát xít.

### Phục hồi tòa nhà
Trong khoảng thời gian từ năm 1945 đến năm 1965, đoàn văn công đã biểu diễn trên các sân khấu khác trong khi nhà hát được khôi phục và mở rộng theo thiết kế của Bohdan Pniewski, dưới sự giám sát của Arnold Szyfman. Khi nhà hát được khôi phục và mở cửa cho công chúng vào ngày 19/11/1965, đây là một trong những nhà hát hiện đại và được trang bị tốt nhất ở châu Âu. Nhà hát quốc gia Ba Lan từng là nhà hát lớn nhất trên thế giới. 

### Hoàn thiện mặt tiền

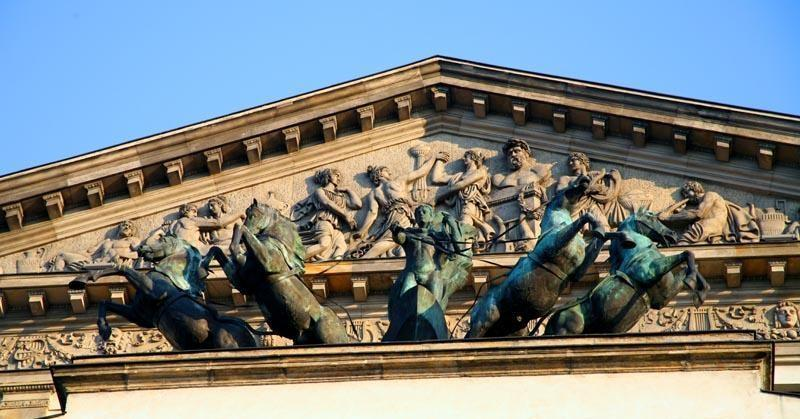
Chiến xa tứ mã của Apollo

Vào năm 2002, theo sáng kiến của tổng giám đốc của Nhà hát Lớn, Waldemar Dąbrowski, tác phẩm điêu khắc được dự tính từ nhiều năm trước đã được mang đến để tô điểm cho mặt tiền. Bức tựong Chiến xa tứ mã mới được thiết kế bởi các giáo sư tại Học viện Mỹ thuật Vác-sa-va, gồm có hiệu trưởng Adam Myjak, và trưởng khoa điêu khắc Antoni Janusz Pastwa. Tác phẩm điêu khắc được cắt băng khánh thành bởi Tổng thống Ba Lan Aleksander Kwaśniewski vào ngày 3 tháng 5 năm 2002, đánh dấu Ngày Hiến pháp.

### Ngày nay
Trong hơn 170 năm, Nhà hát Lớn (nay là "Nhà hát Lớn và Nhà hát Opera Quốc gia Ba Lan") là viện opera và ba lê vĩ đại nhất của Ba Lan.
- Opera: Nhà hát quốc gia Ba Lan tại Nhà hát Lớn tiếp tục truyền thống 200 năm của mình, sáng tác các tiết mục của các nhà soạn nhạc Ba Lan như  Karol Kurpiński, Stanisław Moniuszko, Krzysztof Penderecki. Tuy nhiên, các vở opera cổ điển cũng được thể hiện rất xuất sắc: tiết mục của đoàn hát bao gồm các vở opera hay nhất bởi các nhân vật chính của opera, cả ở quá khứ và hiện tại.
- Múa ba lê: Đoàn Ba lê quốc gia Ba Lan (trước đây là Đoàn Ba lê của Teatr Wielki - Opera Narodowa) đã làm việc với các nhân vật tầm cỡ quốc tế trong thế giới múa ba lê cũng như với nhiều nhà biên đạo múa Ba Lan, như Leon Woizikovsky, Stanisław Miszczyk, Witold Gruca và Emil Wesołowski. Hiện tại, đoàn hoạt động dưới sự chỉ đạo của  Krzysztof Pastor.

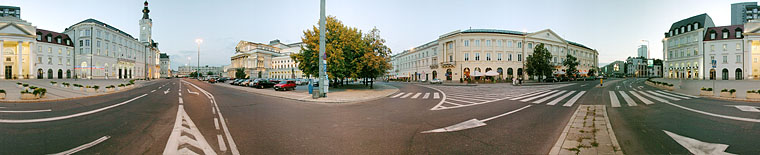
Quảng trường Nhà hát ở Vác-sa-va (2013)

## Cơ sở vật chất
Nhà hát quốc gia có hai khán phòng và một bảo tàng:
- Khán phòng Stanisław Moniuszko: có 1.841 chỗ ngồi, là địa điểm chính cho các buổi biểu diễn opera, ba lê và kịch, diễn ra hàng năm từ tháng 9 đến tháng 6 / tháng 7.
- Khán phòng Emil Młynarski có 248 chỗ ngồi.
- Bảo tàng Nhà hát: nằm trong các phòng khiêu vũ chính trước đây, là bảo tàng nhà hát duy nhất của đất nước.

Trước tòa nhà có hai bức tượng được làm bởi Jan Szczepkowski, một là của Wojciech Bogusławski, cha đẻ của Nhà hát lớn Quốc gia Ba Lan, và một là của Stanisław Moniuszko, cha đẻ của Nhà hát Opera Quốc gia Ba Lan.